# 어린도책
어린도책(魚鱗圖冊)은 송대(宋代) 이후, 특히 명대(明代)부터 조세 징수의 기초로서 만들어진 토지대장이다. 책(冊) 머리에 총도(總圖)를 그렸는데, 토지를 세분한 모양이 꼭 어린(魚鱗：물고기 비늘)과 같다고 해서 이 이름이 나왔다. 한 필(筆)마다 구획을 표시한 지도를 만들어 각 토지의 지번·소재지·지목·면적·형상·조세 부담액·토지 소유자와 경작자의 성명 등을 기재했다. 어린도란 명칭은 이 그림이 물고기의 비늘이 나란히 있는 모양을 닮은 데서 생겼다고 한다. 송(宋)대부터 일부 지방에서 실시되었는데 명대에는 강남 지방을 중심으로 광범위하게 시행되었고, 청(淸)대에는 그 시행 범위가 더욱 넓어졌다.